# Oleksandr Nadtoka
Oleksandr Oleksandrowytsch Nadtoka (ukrainisch Олександр Олександрович Надтока; * 6. März 1991 in Saporischschja, Ukrainische SSR, Sowjetunion) ist ein ukrainischer Ruderer.
Nadtoka begann 2005 mit dem Rudersport. 2008 nahm er im Doppelvierer an den Junioren-Weltmeisterschaften teil, erreichte aber nur das C-Finale; 2009 belegte er den fünften Platz im Einer. 2010 nahm er an den U23-Weltmeisterschaften teil und gewann die Bronzemedaille im Doppelvierer zusammen mit Iwan Jurtschenko, Iwan Futryk und Iwan Dowhodko. Im Jahr darauf gewann der ukrainische Doppelvierer mit Jurij Iwanow, Futryk, Nadtoka und Dowhodko den U23-Titel. Nadtoka ruderte als einziger aus dem U23-Doppelvierer 2011 auch in der Erwachsenenklasse im Doppelvierer, bei den Weltmeisterschaften belegte er den elften Platz und bei den Europameisterschaften erreichte das Boot den fünften Platz. 2012 gewann der ukrainische Doppelvierer mit Andrij Mikhailow, Artem Werestjuk, Anton Bondarenko und Olexander Nadtoka den U23-Titel. Bei den Europameisterschaften 2012 siegte der estnische Doppelvierer, drei Sekunden dahinter erhielten Iwanow, Futryk, Nadtoka und Dowhodko die Silbermedaille.
2013 ruderte Dmytro Michai für Jurij Iwanow im Doppelvierer bei den Europameisterschaften und belegte zusammen mit Futryk, Nadtoka und Dowhodko den vierten Platz. Bei den Weltmeisterschaften 2013 trat der ukrainische Doppelvierer erstmals in der Besetzung Dmytro Michai, Artem Morosow, Olexander Nadtoka und Iwan Dowhodko an und verpasste als viertplatziertes Boot die Medaillenränge nur um eine halbe Sekunde. In der gleichen Besetzung siegte der ukrainische Doppelvierer 2014 bei den Europameisterschaften in Belgrad mit 0,27 Sekunden Vorsprung auf das britische Boot. Noch knapper fiel die Entscheidung bei den Weltmeisterschaften in Amsterdam aus, in der Weltbestzeit von 5:32,26 min siegten die Ukrainer mit 0,09 Sekunden Vorsprung auf die Briten. 2015 siegte bei den Europameisterschaften der russische Doppelvierer vor den Ukrainern und den Briten. Bei den Weltmeisterschaften 2015 verpassten die Ukrainer das A-Finale und konnten sich mit dem zweiten Platz im B-Finale bei 0,05 Sekunden Vorsprung auf die Neuseeländer gerade noch direkt für die Olympischen Spiele 2016 qualifizieren. Bei den Europameisterschaften 2016 belegte der ukrainische Doppelvierer den sechsten Platz. Ebenfalls den sechsten Platz erreichten die Ukrainer bei den Olympischen Spielen 2016.
2017 ruderte Nadtoka mit dem Doppelvierer auf den neunten Platz bei den Europameisterschaften sowie im Achter auf den neunten Platz bei den Weltmeisterschaften. 2018 kehrte er in den Doppelvierer zurück. Zusammen mit Dmytro Michai, Serhij Hryn und Iwan Dowhodko erreichte er den vierten Platz bei den Europameisterschaften. Anderthalb Monate später gewann der ukrainische Doppelvierer bei den Weltmeisterschaften in Plowdiw Bronze hinter den Italienern und den Australiern.